# Leersia hexandra
Leersia hexandra är en gräsart som beskrevs av Olof Swartz. Leersia hexandra ingår i släktet vildrissläktet, och familjen gräs. Inga underarter finns listade i Catalogue of Life.

## Bildgalleri

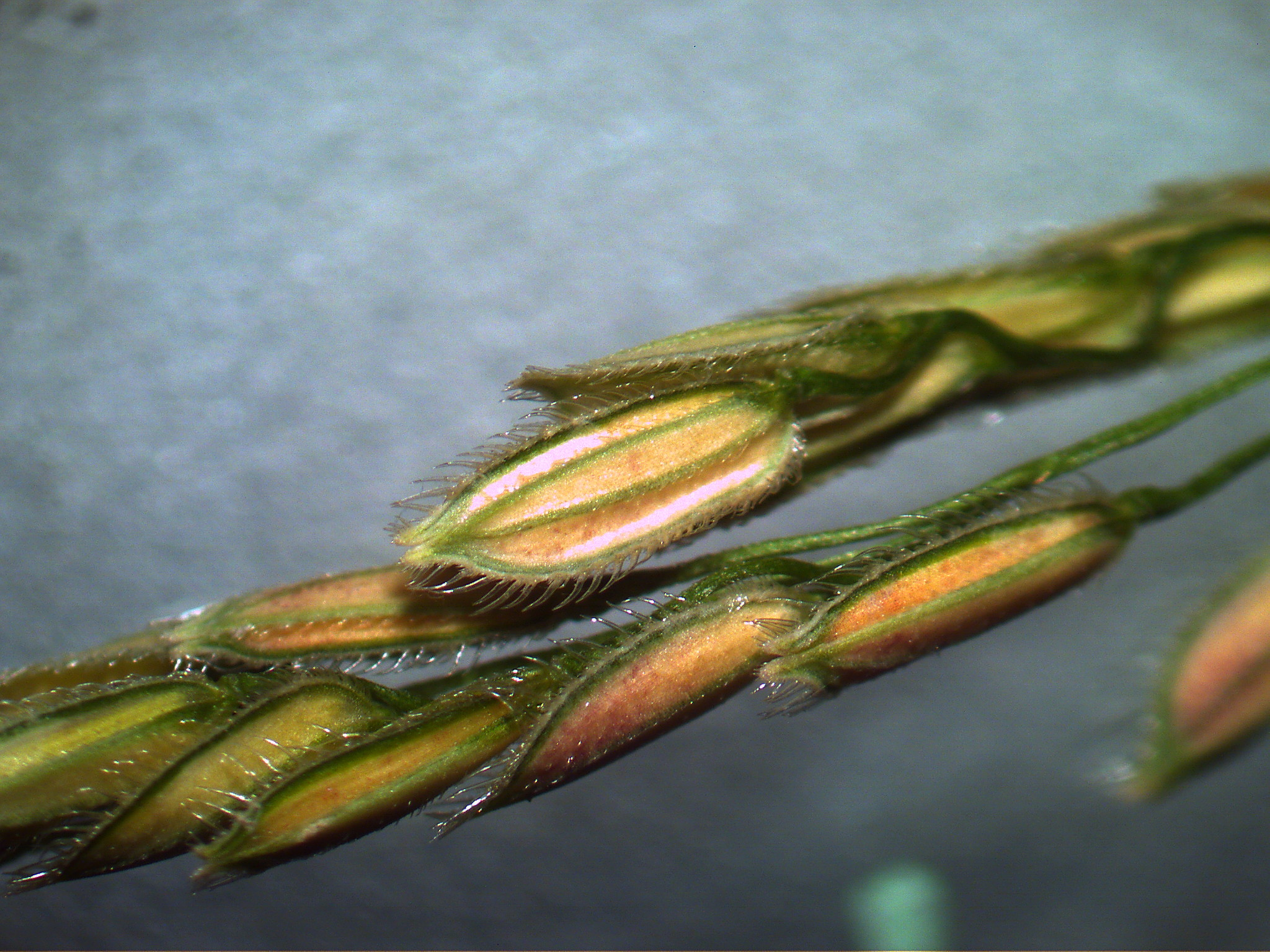
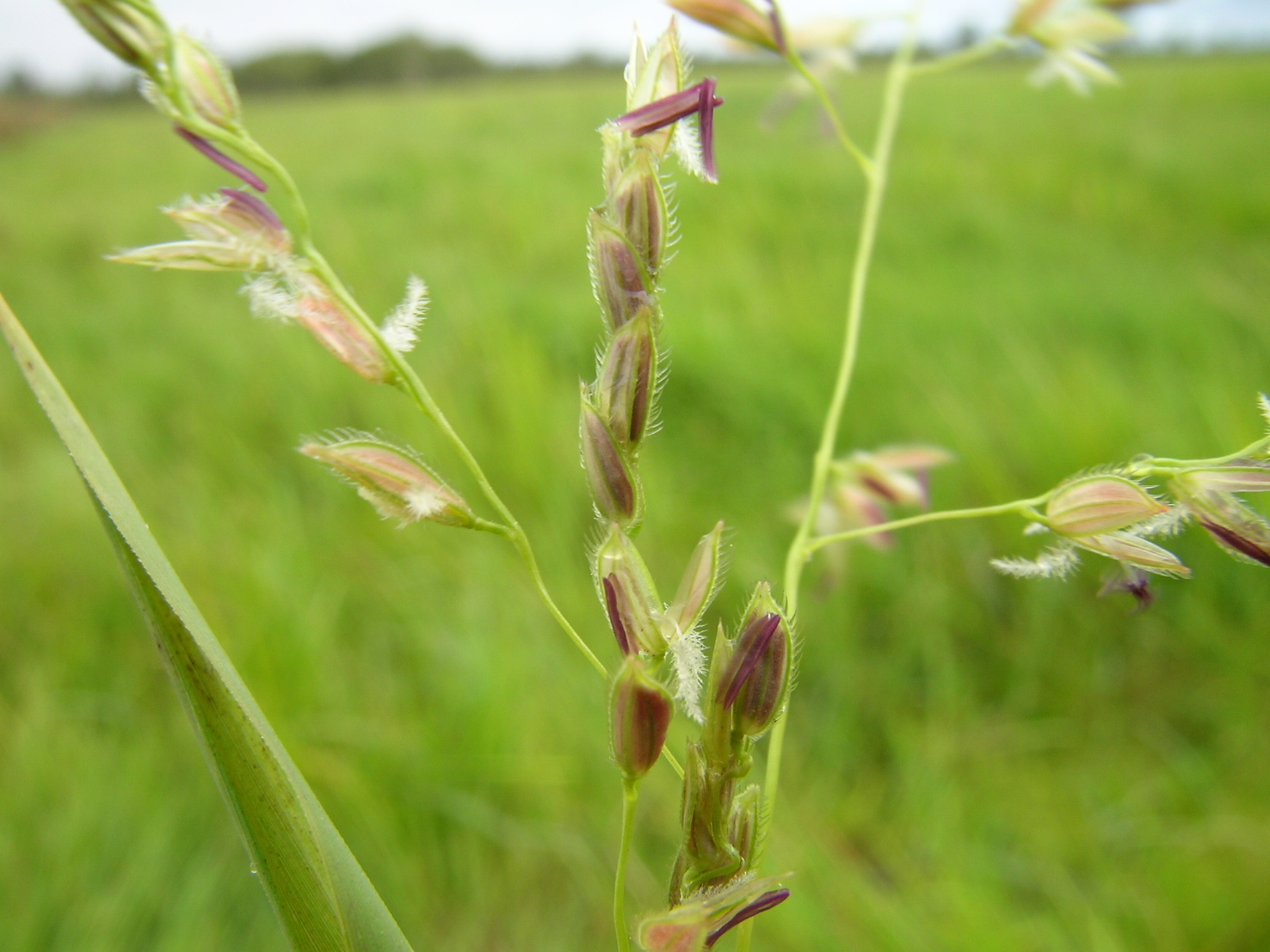